# فانيس مافروماتيس
فانيس مافروماتيس (بالإسبانية: Theofanis Mavrommatis)‏ هو لاعب كرة قدم يوناني في مركز الدفاع، ولد في 16 يناير 1997 في آرغوس في اليونان لعب سابقاً في نادي العدالة السعودي.

## وصلات خارجية
- فانيس مافروماتيس على موقع إي إس بي إن إف سي (الإنجليزية)
- فانيس مافروماتيس على موقع قاعدة بيانات كرة القدم.إي يو (الإنجليزية)
- فانيس مافروماتيس على موقع Soccerway.com (الإنجليزية)